# Severance, Kansas
Severance là một thành phố thuộc quận Doniphan, tiểu bang Kansas, Hoa Kỳ. Năm 2010, dân số của xã này là 94 người.

## Dân số
Dân số các năm:
- Năm 2000: 108 người
- Năm 2010: 94 người